# Saber Amar (telenovela)
Saber Amar é uma telenovela portuguesa, exibida pela TVI em 2003. Da autoria de Maria João Mira e da Casa da Criação, a novela teve altos índices de audiência e foi exportada praticamente para toda a América Latina, Rússia e Ucrânia, devido a um acordo fechado entre a Plural e a Buena Vista Entretainment (Walt Disney Group), que a distribuiu em vários mercados. 
Regressou à antena, emitida no canal de reposições TVI Ficção a 1 de outubro de 2013. Foi reposta nas madrugadas da TVI generalista entre 6 de maio de 2019 e 1 de Junho de 2020. 

## Sinopse
Diana Alfarroba (Leonor Seixas) viveu durante seis anos nos EUA, onde estudou Biologia Marinha. Regressa ao Algarve, a Lagos, com o sonho de estudar a relação entre os golfinhos e as crianças com problemas de inserção social. Para isso, vai tentar arranjar trabalho no Zoomarinho (o parque oceanográfico Zoomarine, na freguesia da Guia, Algarve, onde decorreram grande parte das filmagens).
Diana é filha de Josefa Alfarroba (Ângela Ribeiro) e Emanuel Alfarroba (Orlando Costa), caseiros na quinta dos Macedo Vaz, e é uma rapariga determinada e optimista. Mas, ao contrário das suas expectativas, Diana vai enfrentar inúmeras contrariedades, quer a nível profissional quer a nível pessoal.
Jorge Macedo Vaz (Ruy de Carvalho), o patriarca de uma rica família de proprietários, fez fortuna com investimentos no turismo. Com 68 anos desinteressou-se dos negócios e passou a gestão ao filho mais velho, João Pedro Macedo Vaz (Marcantónio Del Carlo). Com um grande sentido de humor e energia, o seu comportamento pouco convencional irrita a mulher Helena Macedo Vaz (Maria Emília Correia), que teme que as excentricidades do marido denigram a imagem da família.
Jorge e Helena têm três filhos, João Pedro - o génio da família, Carolina Macedo Vaz (Patrícia Ribeiro) - independente e irreverente, e Rodrigo Macedo Vaz (Rodrigo Menezes) (†) - playboy e irresponsável.
João Pedro ocupa-se da gestão dos negócios da família. O desaparecimento da mulher tornou-o um homem frio e sério e só os seus dois filhos, David Macedo Vaz (Diogo Ramalhete) e Margarida Macedo Vaz (Ana Lalande), ocupam todo o amor do seu coração.
Helena planeia o casamento de Rodrigo com Rita Higgins (Dina Félix da Costa), que vai selar a união entre as duas famílias num importante negócio. Rodrigo aceita a situação com indiferença, pois não pretende abandonar o seu estilo de vida depois do casamento. No entanto, o regresso de Diana vai abalar o seu coração e, pela primeira vez, irá pôr em causa a vontade da família. E para espanto geral, e choque de Helena, põe um fim ao noivado com Rita.
Tal como Helena, Mary Higgins (Ana Zanatti) não vê de bom grado esta alteração aos seus planos. O cancelamento do casamento põe em risco a aliança com os Macedo Vaz, que daria à sua família uma posição de destaque no negócio hoteleiro da região, salvando-a da ruína.
Mary tem dois filhos, Rita e Sebastian Higgins (Sérgio Praia), o "Tião".
Tião está apaixonado por Lúcia Vidal (Lúcia Moniz), guia turística e prima de Diana. Lúcia é filha de Gracinda Vidal (Ângela Pinto) e Tolentino Vidal (Pompeu José), irmã de Óscar Vidal (Manuel Melo), o "Girafa", João Vidal (Ricardo Pereira) e Joana Vidal (Joana Dias).
Íris Silvestre (Sílvia Rizzo) é uma mulher misteriosa, recentemente chegada de Lisboa, que vai interferir na vida de todos aqueles que enfrentam qualquer tipo de dificuldade. Ao comprar o bar da praia, Íris dá emprego a João e cria um local de “abrigo” e de conforto, principalmente para os jovens locais. Íris e Girafa vão viver um amor platónico.
Na aldeia, vivem ainda José Lopes (Milton Lopes), o Zé Café, e Ana Simão (Inês Rosado), a Nicas, que partilham uma casa. Ele é biólogo e exerce funções administrativas no Zoomarinho. Ela estuda arqueologia e trabalha nas ruínas da Boca do Mar. Nicas é apaixonada por Tião e faz tudo para se insinuar no seio da família Higgings... até mentir sobre as suas origens.
As areias da praia de Burgau serão testemunhas de romances impossíveis e tramas de interesses, em que o amor e a amizade serão postos à prova.

## Autores
Uma novela da Casa da Criação:
- Escrita por: Inês Gomes, Isabel Jacinto, João Matos, Miguel Barros, Pedro Lopes, António Barreira.
- Coordenação: Margarida Carpinteiro, Maria João Mira.

## Elenco
- Ruy de Carvalho - Jorge Macedo Vaz (Protagonista)
- Leonor Seixas - Diana Alfarroba (Protagonista)
- Rodrigo Menezes (†) - Rodrigo Macedo Vaz (Protagonista)
- Marcantónio Del Carlo- João Pedro Macedo Vaz (Antagonista)
- Maria Emília Correia - Helena Macedo Vaz
- Orlando Costa - Emanuel Alfarroba
- Ana Zanatti - Mary Higgins
- Ângela Ribeiro - Josefa Alfarroba
- Pompeu José - Tolentino Vidal
- Sílvia Rizzo - Íris Silvestre
- Ângela Pinto - Gracinda Vidal
- Ana Nave - Carmo Macedo Vaz
- Lúcia Moniz - Lúcia Vidal
- Margarida Cardeal - Elisete Firmino
- Ricardo Pereira - João Vidal
- Manuel Melo - Óscar Vidal (Girafa)
- Dina Félix da Costa - Rita Higgins
- Marco Delgado - Guga Silvestre
- Inês Rosado - Ana (Nicas) Simão
- Sérgio Praia - Sebastião (Tião) Higgins
- Gonçalo Diniz - Rui Nunes
- Milton Lopes - José Lopes (Zé Café)
- Patrícia Ribeiro - Carolina Macedo Vaz
- Rui Santos - Luís Miguel Santiago

(†) Ator/Atriz falecido/a

Elenco Infantil:
- Joana Dias - Joana Vidal
- Ana Lalande - Margarida Macedo Vaz
- Diogo Ramalhete - David Macedo Vaz

Elenco Adicional
- Almeno Gonçalves - Edgar Couto
- Afonso Pimentel
- Ana Ferreira
- Andreia Diniz - Miriam
- António Melo - Joca
- Cristina Cunha - Verónica
- Joaquim Horta - Monge
- Noémia Costa - Violante
- Jorge Silva - Capitão Aníbal
- José Carlos Soares - Carlos Amaro
- Márcia Leal - Francisca
- Núria Madruga - Felicidade
- Paulo Pires -  Sebastião (organizador de eventos)
- Raquel Henriques - Fernanda
- Rita Pereira - Patrícia
- Sofia Aparício - Laura
- Virgílio Castelo - Guilherme

## Banda Sonora
CD:
1. Saber Amar - Delfins (Tema de Genérico)
2. 100% Cool - SDS
3. Sou Como o Vento - Anjos
4. Dolphins Make Me Cry - Martyn Joseph
5. Otherwise - Morcheeba (Tema de Íris)
6. Pura Inocência - Pólo Norte
7. Saber - Pedro Bargado
8. Pura Imperfeição - André Sardet
9. Daisy - EZ Special (Tema de Nicas e Luís Miguel)
10. É Preciso - Delfins
11. Se Tu Existes - Rodrigo Menezes (Tema de Diana e Rodrigo)
12. Tatuagens - Pólo Norte
13. Saber Amar - Paralamas do Sucesso
14. Girafa Song - Manuel Melo (Tema de Girafa)

Outros Temas:
1. Sou Assim - Gilda (Tema de Diana)
2. Like I Love You - Justin Timberlake (Tema Geral)